# Yjet Shqiptarë të Diasporës
Yjet Shqiptarë të Diasporës (Le Stelle Albanesi della Diaspora) anch'esso conosciuto come Yjet e Diasporës,  è un talent show albanese che mette in risalto i talenti di giovani albanesi o persone di origine albanese che vivono all'estero.

## Format
Il programma prevede diverse categorie in cui i partecipanti possono esprimere il loro talento. Le categorie principali sono:
- Danza
- Recitazione/Performance
- Musica
- Canto
- Altre forme artistiche

I partecipanti devono candidarsi inviando i propri dati personali e un video di 60 secondi dove mostrano il loro talento nella categoria scelta. Dopo la fase di selezione, in cui vengono scelti i nuovi talenti della diaspora albanese, il pubblico vota i semifinalisti attraverso sondaggi online. Contestualmente, una giuria di personalità albanesi seleziona i talenti che passeranno alla fase finale del programma.

## Processo di selezione
La prima fase del programma consiste nella candidatura online. I partecipanti inviano le loro informazioni personali e un breve video (di 60 secondi) che mostra il loro talento. I video vengono poi esaminati dai produttori per selezionare chi parteciperà alle registrazioni televisive.

## Location delle registrazioni
Le registrazioni della trasmissione si svolgono in diverse città, tra cui:
- Roma
- Dortmund
- Skopje
- Pristina
- Basilea
- Milano

Questi luoghi garantiscono una vasta portata e un legame con il pubblico albanese all'estero.

## Conduttori e Giudici
Per le semifinali e la finale, i conduttori e i giudici saranno:
| Nome            | Ruolo                | Professione                                                            |
| --------------- | -------------------- | ---------------------------------------------------------------------- |
| Ilir Shaqiri    | Giudice (Presidente) | Coreografo e ballerino                                                 |
| Danja Koka      | Conduttrice          | Modella, ex concorrente di Grande Fratello Vip 4                       |
| Vikena Kamenica | Giudice              | Mezzosoprano, membro del Teatro Nazionale Albanese di Opera e Balletto |
| Alban Male      | Giudice              | Compositore                                                            |
| Ines Memisharaj | Giudice              | Violinista                                                             |

## Audizioni
Legenda colori
| Episodio                    | Città audizione | Ordine | Partecipante           | Categoria       | Risultato            |
| --------------------------- | --------------- | ------ | ---------------------- | --------------- | -------------------- |
| Episodio 1 2 febbraio 2025  | Roma            | 1      | Giulia Muça            | Danza           | Eliminata            |
| Episodio 1 2 febbraio 2025  | Roma            | 2      | Alesia Hamzollari      | Cantante        | Eliminata            |
| Episodio 1 2 febbraio 2025  | Roma            | 3      | Denzel & Zhizel Ndreka | Danza           | Salvati dal pubblico |
| Episodio 1 2 febbraio 2025  | Roma            | 4      | Uendi Shaqiri          | Cantante        | Salvata dal pubblico |
| Episodio 1 2 febbraio 2025  | Roma            | 5      | Nika Tuçi              | Danza           | Salvata dal pubblico |
| Episodio 1 2 febbraio 2025  | Roma            | 6      | Arvin Khorsandi        | Performance     | Salvato dal pubblico |
| Episodio 1 2 febbraio 2025  | Roma            | 7      | Marsel Meta            | Interpretazione | Salvato dal pubblico |
| Episodio 2 9 febbraio 2025  | Roma            | 1      | Sara Bishani           | Cantante        | Salvata dal pubblico |
| Episodio 2 9 febbraio 2025  | Roma            | 2      | Greis Prenga           | Danza           | Salvata dal pubblico |
| Episodio 2 9 febbraio 2025  | Roma            | 3      | Kevin Kometa           | Cantante        | Eliminato            |
| Episodio 2 9 febbraio 2025  | Roma            | 4      | Enida Nuredini         | Danza           | Eliminata            |
| Episodio 2 9 febbraio 2025  | Roma            | 5      | Alesio Lulaj           | Cantante        | Eliminato            |
| Episodio 2 9 febbraio 2025  | Roma            | 6      | Giulia Vuksani         | Danza           | Eliminata            |
| Episodio 2 9 febbraio 2025  | Roma            | 7      | Ema Kapidani           | Cantante        | Eliminata            |
| Episodio 3 16 febbraio 2025 | Roma            | 1      | Kimberly Beu           | Danza           | Salvata dal pubblico |
| Episodio 3 16 febbraio 2025 | Roma            | 2      | Isabela Shabi          | Cantante        | Salvata dal pubblico |
| Episodio 3 16 febbraio 2025 | Roma            | 3      | Enart Bakiasi          | Cantante        | Eliminato            |
| Episodio 3 16 febbraio 2025 | Roma            | 4      | Erika Shalla           | Danza           | Salvata dal pubblico |
| Episodio 3 16 febbraio 2025 | Roma            | 5      | Emili Mankolli         | Interpretazione | Eliminata            |
| Episodio 3 16 febbraio 2025 | Roma            | 6      | Alked Kuçi             | Cantante        | Eliminato            |
| Episodio 3 16 febbraio 2025 | Roma            | 7      | Ana Qyra               | Cantante        | Salvata dal pubblico |
| Episodio 4 23 febbraio 2025 | Dortmund        | 1      | Ansambli Dardanet      | Danza albanese  | Eliminati            |
| Episodio 4 23 febbraio 2025 | Dortmund        | 2      | Aurora Krasniqi        | Cantante        | Salvata dal pubblico |
| Episodio 4 23 febbraio 2025 | Dortmund        | 3      | Jonas Drashi           | Interpretazione | Eliminato            |
| Episodio 4 23 febbraio 2025 | Dortmund        | 4      | Gloria Xholi           | Cantante        | Eliminata            |
| Episodio 4 23 febbraio 2025 | Dortmund        | 5      | Kiara Rexhepi          | Cantante        | Eliminata            |
| Episodio 4 23 febbraio 2025 | Dortmund        | 6      | Hergys Dako            | Danza           | Eliminato            |
| Episodio 5 2 marzo 2025     | Dortmund        | 1      | Herva Novaku           | Cantante        | Salvata dal pubblico |
| Episodio 5 2 marzo 2025     | Dortmund        | 2      | Benedeta Lushtaku      | Danza           | Salvata dal pubblico |
| Episodio 5 2 marzo 2025     | Dortmund        | 3      | Lenart Mustafa         | Cantante        | Eliminato            |
| Episodio 5 2 marzo 2025     | Dortmund        | 4      | Ariona Hamzallari      | Cantante        | Salvata dal pubblico |
| Episodio 5 2 marzo 2025     | Dortmund        | 5      | Ejona Azemi            | Cantante        | Eliminata            |
| Episodio 5 2 marzo 2025     | Dortmund        | 6      | Nina Çela              | Cantante        | Eliminata            |
| Episodio 6 9 marzo 2025     | Basel           | 1      | Irena Kastrati         | Cantante        | Eliminata            |
| Episodio 6 9 marzo 2025     | Basel           | 2      | Ajoni Nelaj            | Interpretazione | Eliminata            |
| Episodio 6 9 marzo 2025     | Basel           | 3      | Ajla Budini            | Cantante        | Eliminata            |
| Episodio 6 9 marzo 2025     | Basel           | 4      | Medaur Sadrija         | Interpretazione | Eliminato            |
| Episodio 6 9 marzo 2025     | Basel           | 5      | Jonila Shahiqi         | Cantante        | Salvata dal pubblico |
| Episodio 6 9 marzo 2025     | Basel           | 6      | Albion Rexhaj          | Cantante        | Eliminato            |
| Episodio 7 16 marzo 2025    | Skopje          | 1      | Andi Ismaili           | Danza           | Salvato dal pubblico |
| Episodio 7 16 marzo 2025    | Skopje          | 2      | Eneida Emini           | Interpretazione | Eliminata            |
| Episodio 7 16 marzo 2025    | Skopje          | 3      | Erion Qoqaj            | Cantante        | Eliminato            |
| Episodio 7 16 marzo 2025    | Skopje          | 4      | Diellza Aliu           | Cantante        | Eliminata            |
| Episodio 7 16 marzo 2025    | Skopje          | 5      | Arblind Abdilfetai     | Cantante        | Eliminato            |
| Episodio 8 23 marzo 2025    | Pristina        | 1      | Klejda Bashota         | Cantante        | Eliminata            |
| Episodio 8 23 marzo 2025    | Pristina        | 2      | Sindi Muharremi        | Cantante        | Eliminata            |
| Episodio 8 23 marzo 2025    | Pristina        | 3      | Dren Krasniqi          | Cantante        | Eliminato            |
| Episodio 8 23 marzo 2025    | Pristina        | 4      | Dea Pasha              | Cantante        | Salvata dal pubblico |
| Episodio 9 30 marzo 2025    | Milano          | 1      | Ester Bracaj           | Danza           | Eliminata            |
| Episodio 9 30 marzo 2025    | Milano          | 2      | Gisela Asllani         | Cantante        | Eliminata            |
| Episodio 9 30 marzo 2025    | Milano          | 3      | Sara Payman            | Cantante        | Salvata dal pubblico |
| Episodio 9 30 marzo 2025    | Milano          | 4      | Ema Kovaci             | Cantante        | Salvata dal pubblico |
| Episodio 9 30 marzo 2025    | Milano          | 5      | Valeria Vitaj          | Cantante        | Eliminata            |
| Episodio 10 6 aprile 2025   | Milano          | 1      | Sara Palazzo           | Cantante        | Eliminata            |
| Episodio 10 6 aprile 2025   | Milano          | 2      | Franceska Gerxhi       | Danza           | Eliminata            |
| Episodio 10 6 aprile 2025   | Milano          | 3      | Sea Meti               | Cantante        | Eliminata            |
| Episodio 10 6 aprile 2025   | Milano          | 4      | Sara Cani              | Danza           | Salvata dal pubblico |
| Episodio 11 13 aprile 2025  | Milano          | 1      | Lukrezia Tanzini       | Danza           | Salvata dal pubblico |
| Episodio 11 13 aprile 2025  | Milano          | 2      | Ndue Lala              | Flautista       | Eliminato            |
| Episodio 11 13 aprile 2025  | Milano          | 3      | Endri Shqarthi         | Cantante        | Eliminato            |
| Episodio 11 13 aprile 2025  | Milano          | 4      | Entela Zeneli          | Cantante        | Eliminata            |

## Semifinalisti
Legenda colori
| Partecipante           | Categoria       | Risultato               |
| ---------------------- | --------------- | ----------------------- |
| Nika Tuçi              | Danza           | Ammessa alle semifinali |
| Arvin Khorsandi        | Interpretazione | Ammesso alle semifinali |
| Greis Prenga           | Danza           | Ammessa alle semifinali |
| Lukrezia Tanzini       | Danza           | Ammessa alle semifinali |
| Ana Qyra               | Cantante        | Ammessa alle semifinali |
| Uendi Shaqiri          | Cantante        | Ammessa alle semifinali |
| Erika Shalla           | Danza           | Ammessa alle semifinali |
| Jonila Shahiqi         | Cantante        | Ammessa alle semifinali |
| Sara Payman            | Cantante        | Ammessa alle semifinali |
| Denzel & Zhizel Ndreka | Danza           | Ammessi alle semifinali |
| Marsel Meta            | Interpretazione | Ammesso alle semifinali |
| Kimberly Beu           | Danza           | Ammessa alle semifinali |
| Isabela Shabi          | Cantante        | Ammessa alle semifinali |
| Dea Pasha              | Cantante        | Ammessa alle semifinali |
| Herva Novaku           | Cantante        | Ammessa alle semifinali |
| Aurora Krasniqi        | Cantante        | Ammessa alle semifinali |
| Benedeta Lushtaku      | Danza           | Ammessa alle semifinali |
| Ema Kovaci             | Cantante        | Ammessa alle semifinali |
| Sara Cani              | Danza           | Ammessa alle semifinali |
| Andi Ismaili           | Danza           | Ammesso alle semifinali |
| Ariona Hamzallari      | Cantante        | Ammessa alle semifinali |
| Sara Bishani           | Cantante        | Ammessa alle semifinali |

## Finalisti
Legenda colori
| Partecipante       | Categoria | Metodo di qualificazione                  | Risultato |
| ------------------ | --------- | ----------------------------------------- | --------- |
| Andi Ismaili       | Danza     | Voti del pubblico/giuria                  | Finalista |
| Sara Payman        | Canto     | Voti del pubblico/giuria                  | Finalista |
| Nika Tuçi          | Danza     | Voti del pubblico/giuria                  | Finalista |
| Isabela Shabi      | Canto     | Voti del pubblico/giuria                  | Finalista |
| Sara Bishani       | Canto     | Voti del pubblico/giuria                  | Finalista |
| Ariona Hamzallari  | Canto     | Voti del pubblico/giuria                  | Finalista |
| Benedetta Lushtaku | Danza     | Voti del pubblico/giuria                  | Finalista |
| Erika Shalla       | Danza     | Vincitrice del duello (vs Kimberly Beu)   | Finalista |
| Jonila Shahiqi     | Canto     | Vincitrice del duello (vs Herva Novaku)   | Finalista |
| Kimberly Beu       | Danza     | Voti del pubblico/giuria                  | Finalista |
| Sara Cani          | Danza     | Voti del pubblico/giuria                  | Finalista |
| Herva Novaku       | Canto     | Vincitrice del duello (vs Jonila Shahiqi) | Finalista |

## Vincitore
| Vincitore    | Categoria |
| ------------ | --------- |
| Herva Novaku | Canto     |

## Produzione
"Yjet Shqiptarë të Diasporës" è prodotto dal canale televisivo Top Channel Albania. Le riprese si svolgono in varie città internazionali, dando così l'opportunità ai partecipanti di provenire da diversi paesi. La autore, produttrice esecutiva e sceneggiatrice dello show è Ledja Liku.
Il conduttore del programma fino alle fase semifinali e finali è Ilir Shaqiri, noto coreografo albanese.

## Collaboratori e Sostegno
Il programma televisivo è organizzato dalla "Dritan Hoxha Media Foundation" e supportato dal MEKI (Ministero dell'Economia, della Cultura e dell'Innovazione). È stato girato in varie città europee e statunitensi, raggiungendo un ampio pubblico nella diaspora albanese.

## Impatti e Obiettivi del Programma
Il programma ha contribuito a promuovere la cultura albanese e a preservare l'identità culturale tra le giovani generazioni della diaspora. I partecipanti della diaspora albanese hanno avuto l'opportunità di presentare le proprie idee e progetti a un pubblico globale, mostrando il loro talento e i loro successi oltre i confini dell'Albania, del Kosovo e della diaspora albanese. Questa inclusione ha permesso loro di identificarsi maggiormente con le proprie radici e contribuire allo sviluppo del loro paese d'origine.

## Programmazione
Il programma è trasmesso su Top Channel, uno dei principali canali televisivi albanesi. Raggiunge un vasto pubblico in Albania e attrae anche spettatori dalla diaspora albanese grazie alle opzioni di streaming online e satellitare.